# Пулатов, Таир Пирмухамедович
Таир Пирмухамедович Пулатов (1 [14] мая 1906, Самарканд — 19 августа 1979, Душанбе) — советский хозяйственный, государственный и политический деятель.

## Биография
Родился в 1906 году. Член КПСС с 1932 года.
С 1933 года — на хозяйственной, общественной и политической работе. В 1933—1962 гг. — преподаватель политической экономии Высшей коммунистической сельскохозяйственной школы, директор Таджикского государственного издательства, народный комиссар просвещения Таджикской ССР, участник Великой Отечественной войны, агитатор Политотдела 52-й Армии, секретарь ЦК КП(б) Таджикистана по пропаганде и агитации, секретарь ЦК КП(б) Таджикистана, председатель Верховного Совета Таджикской ССР, заведующий Отделом ЦК КП Таджикистана, министр просвещения Таджикской ССР.
Избирался депутатом Верховного Совета Таджикской ССР 1-5-го созывов.
Умер в 1979 году.